# 玛丽埃塔 (佐治亚州)
玛丽埃塔（英語：Marietta）是位于美國喬治亞州的科布县中部的一个城市。
根据2000年的 人口普查结果，玛丽埃塔的总人口是58748。
2008年，玛丽埃塔的市长是Bill Dunaway。

## 外部連結
- 玛丽埃塔政府 （页面存档备份，存于） （英文）